# Liliana Ginanneschi
Liliana Ginanneschi, nota anche come Liliane Hann (Livorno, 8 gennaio 1951), è una regista e sceneggiatrice italiana.

## Biografia
Ginanneschi si è diplomata all'Istituto di Belle Arti e ha frequentato il Centro Sperimentale di Cinematografia, dove ha seguito corsi di sceneggiatura con Ugo Pirro e ha studiato regia con Nikita Michalkow.
Nella prima parte della carriere ha lavorato come segretaria al montaggio e assistente alla regia per Bruno Mattei.
Il suo esordio ufficiale alla regia risale al 1990 con Faccia di lepre, basato su un racconto originale bolognese, è la storia di una donna che lotta per ritrovare la voglia di vivere e investe un'anziana barbona.
Ginanneschi ha lavorato per alcune serie televisive e soap opera di successo quali La squadra e Incantesimo.

## Filmografia

### Regia

#### Cinema
- Faccia di lepre (1990)
- Roma dodici novembre 1994 - cortometraggio documentaristico (1995)
- Occhio sensible - cortometraggio (2008)
- Episodio: Cellule di All Human Rights for All, regia collettiva (2008)
- Il pranzo di Natale - documentario (2011)

#### Televisione
- La squadra - serie TV, episodio 2x20 (2001)
- Incantesimo - serie TV, 25 episodi (2007)

## Riconoscimenti
- Torino International Festival of Young Cinema
  - 1995: Miglior corto italiano dell'anno - Menzione speciale – Roma dodici novembre 1994
  - 1995: Candidatura al Miglior corto italiano dell'anno – Roma dodici novembre 1994